# Brünn (Ebern)
Brünn (ⓘ) ist ein Gemeindeteil der Stadt Ebern im unterfränkischen Landkreis Haßberge in Bayern.

## Geografie
Das Dorf liegt im östlichen Teil des Landkreises. Durch den Ort fließt der Brünner Dorfbach, der in die Baunach mündet. Etwa zwei Kilometer südöstlich von dem Dorf, am westlichen Bergausläufer des 431 Meter hohen Haubeberges, liegt die Burg Rauheneck. Die Kreisstraßen HAS 48, von Bramberg nach Kraisdorf, und HAS 49, von Hohnhausen nach Fischbach, führen durch Brünn.

## Geschichte
Der Ortsname geht wohl auf die Lage an einer starken Quelle, Brunnen zurück.
Brünn wurde erstmals im Jahre 1126 indirekt mit „Herolt de Brunnen“ als Zeugen in einer Banzer Urkunde erwähnt. Die nächste Nennung folgte 1231 in einer Schenkungsurkunde des Würzburger Fürstbischofs Hermann, mit den Ortsadligen „Jutta uxor Heinrici de Brunnen“ als Zeugen. 1232 war eine Erwähnung in der Teilungsurkunde des Würzburger Bischofs Hermann, in der Ebern von der Pfarrei Pfarrweisach getrennt wurde und „Brunen“ bei der Mutterkirche Pfarrweisach blieb. 1244 übergab Ludewicus de Ruhenecke dem Würzburger Bischof Güter in „Brunne“.
Mitte des 16. Jahrhunderts war Brünn ein Ganerbendorf. Ein Drittel des Dorfes gehörte dem Hochstift Würzburg, der Rest dem Herzog von Sachsen und fränkischen Reichsrittern des Ritterkantons Baunach. Dies waren unter anderem die Herren von Lichtenstein, Altenstein und Rotenhan. 1770 hatte Brünn 75 Einwohner und im Jahr 1830 110 Einwohner, von denen 87 protestantisch waren.

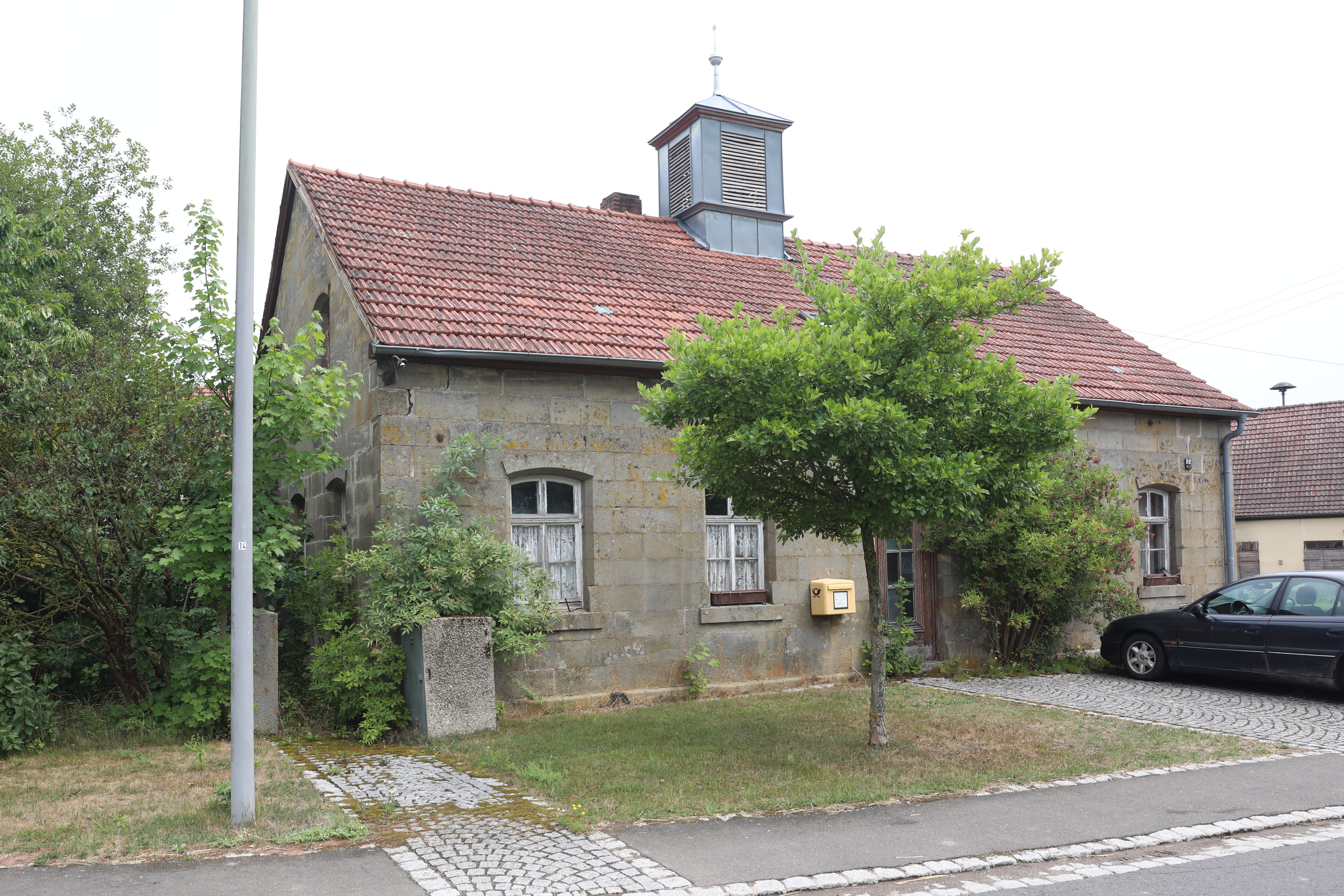
Altes Schulhaus

1848 entstand ein neues Gemeindehaus, das 1857 zum Schulhaus umgebaut wurde. 1862 wurde die Landgemeinde Brünn mit den Orten Brünn und Frickendorf in das neu geschaffene bayerische Bezirksamt Ebern eingegliedert. Der Ort zählte im Jahr 1871 168 Einwohner. Er gehörte zur evangelischen Pfarrgemeinde im 6,0 Kilometer entfernten Eyrichshof und zur katholischen Pfarrgemeinde im 4,5 Kilometer entfernten Pfarrweisach. Eine evangelische Bekenntnisschule befand wechselnd im Ort und, wie die katholische Schule, im 2,0 Kilometer entfernten Kraisdorf. Im Jahr 1892 wurde die Freiwillige Feuerwehr gegründet. 1900 hatte die 600,27 Hektar große Landgemeinde Brünn mit ihren beiden Orten 261 Einwohner, von denen 160 protestantisch waren. In Brünn lebten 158 Personen im 31 Wohngebäuden. Im Jahr 1925 waren es 168 Personen in 29 Wohngebäuden.
1950 hatte das Dorf 259 Einwohner und 30 Wohngebäude. Es gehörte weiterhin zur katholischen Pfarrgemeinde in Pfarrweisach und evangelischen Pfarrgemeinde in Eyrichshof. 1954 eröffnete die Gemeinde feierlich ein neues Schulhaus. 1956 wurde das alte Schulhaus nach einem Umbau als „Hauses der Bäuerin“ eingeweiht. Im Jahr 1961 zählte Brünn 173 Einwohner und 31 Wohngebäude. 1970 waren es 144 und 1987 118 Einwohner sowie 30 Wohngebäude mit 34 Wohnungen.
Am 1. Juli 1972 wurde Brünn nach Ebern eingegliedert. Zeitgleich kam der Ort im Rahmen der Gebietsreform vom aufgelösten Landkreis Ebern zum neuen Haßberg-Kreis.
1976 wurde ein Kindergarten in dem ehemaligen Schulhaus von 1954 eingeweiht.